# Юре Травнер
Юре Травнер (на словенски: Jure Travner) е футболист от Словения, роден на 28 септември 1985 г. в град Целе, Югославия . През второто полугодие на 2011 г. като играч на българския „Лудогорец“ изиграва 3 мача в А ПФГ.